# Onderbanken
Onderbanken (anhörenⓘ) war eine Gemeinde in der niederländischen Provinz Limburg. Ihre Gesamtfläche betrug 21,24 km², am 30. September 2018 hatte sie 7791 Einwohner. Zum 1. Januar 2019 fusionierte Onderbanken mit Nuth und Schinnen zur neuen Gemeinde Beekdaelen.

## Dörfer
- Bingelrade (820 Einwohner)
- Jabeek (720 Einwohner)
- Merkelbeek (1.585)
- Schinveld (4.665 Einwohner, Sitz der Gemeindeverwaltung)

## Lage und Wirtschaft
Die Gemeinde liegt in Südlimburg, zwischen Sittard-Geleen und Brunssum, nördlich von Heerlen, nahe der Grenze zu Deutschland. Direkt nördlich findet sich der Ort Gangelt, weiter östlich die Stadt Geilenkirchen. Die Dörfer haben ihren ländlichen Charakter gut bewahren können, direkter Anschluss an Autobahnen oder Eisenbahn besteht nicht. Durch seine ruhige Lage hat der Ort Bildhauer, Maler und andere Künstler angezogen.
Die Einwohner von Onderbanken sind zum Teil Pendler, die in den umliegenden Städten arbeiten. Auch die Landwirtschaft ist von Bedeutung. Indem die Gemeinde zusammen mit Gangelt ein deutsch-niederländisches Naturgebiet (Rode Beek/Rodebach: Feuchtgebiet, Wald, Vogelreservat) entwickelt, versucht sie, den Sanften Tourismus zu fördern.

## Politik

### Fusion
Onderbanken wurde zum 1. Januar 2019 mit Nuth und Schinnen zur neuen Gemeinde Beekdaelen zusammengeschlossen.

### Sitzverteilung im Gemeinderat
Bis zur Auflösung der Gemeinde ergibt sich seit ihrer Gründung folgende Sitzverteilung:
| Partei                              | Sitze  | Sitze | Sitze | Sitze | Sitze | Sitze | Sitze | Sitze | Sitze |
| Partei                              | 1981 a | 1986  | 1990  | 1994  | 1998  | 2002  | 2006  | 2010  | 2014  |
| ----------------------------------- | ------ | ----- | ----- | ----- | ----- | ----- | ----- | ----- | ----- |
| Democraten Onderbanken b            | 2      | 3     | 3     | 3     | 2     | 2     | 5     | 4     | 5     |
| Progressief Onderbanken c           | —      | —     | —     | 2     | 2     | 3     | 4     | 2     | 3     |
| CDA                                 | 1      | 4     | 3     | 2     | 2     | 3     | 2     | 4     | 3     |
| VVD                                 | —      | —     | —     | 1     | 2     | 4     | 2     | 3     | 2     |
| Lijst Kleine Onderbanken            | 4      | 2     | 4     | 3     | 3     | 1     | —     | —     | —     |
| Politieke Groepering Boy Goossens d | 2      | 2     | 2     | 2     | 2     | —     | —     | —     | —     |
| PvdA                                | 0      | 2     | 1     | —     | —     | —     | —     | —     | —     |
| Lijst Dohmen e                      | 3      | —     | —     | —     | —     | —     | —     | —     | —     |
| Lijst Renneberg e                   | 1      | —     | —     | —     | —     | —     | —     | —     | —     |
| Lijst De Lang                       | 0      | —     | —     | —     | —     | —     | —     | —     | —     |
| Gesamt                              | 13     | 13    | 13    | 13    | 13    | 13    | 13    | 13    | 13    |

Aufgrund der Fusion zum 1. Januar 2019 wählten die Bürger der Gemeinden Nuth, Onderbanken und Schinnen den Rat der neuen Gemeinde Beekdaelen am 21. November 2018.
Anmerkungen

### Kollegium von Bürgermeister und Beigeordneten
Folgende Personen gehörten zum letzten Kollegium der Gemeinde Onderbanken, das von 2014 bis 2018 besteht:
Bürgermeisterin
- Odile Wolfs (PvdA) (kommissarisch) (Amtsantritt: 1. März 2015)

Beigeordnete
- Jos Timmermans (CDA)
- Peter Salden (Democraten Onderbanken)

Gemeindesekretär
- Frank Geraets

## Namensherkunft
Im Spätmittelalter hatten sogenannte „onderbanken“  (Untergerichtsstellen) die dem „rechtbank“, Gericht, in Heerlen unterstanden, in Schinveld ihren Sitz. Als 1981 die vier Dörfer zu einer Gemeinde zusammengelegt wurden, leitete man den Ortsnamen  von diesem alten Gerichtssystem ab.

## Schinveldse Bos
Zur Gemeinde gehörte auch das Waldgebiet „Schinveldse Bos“, das zugleich in der Anflugroute der in der Nähe stationierten AWACS-Flugzeuge liegt. Aus Sicherheitsgründen wurde im Januar 2006 für die landenden Flugzeuge eine Schneise in den Wald geschlagen, wogegen sich die Einwohner von Onderbanken und dem benachbarten Brunssum erfolglos wehrten.

## Sehenswürdigkeiten
- Der verbliebene Teil des Schinveldse Bos und der Fachwerkbauernhof „Nonke Buusjke“ mit kleinem Museum und Restaurant
- Die Umgebung ist reich an alten Bauernhöfen, kleinen Bächen und Waldstücken.

## Bilder

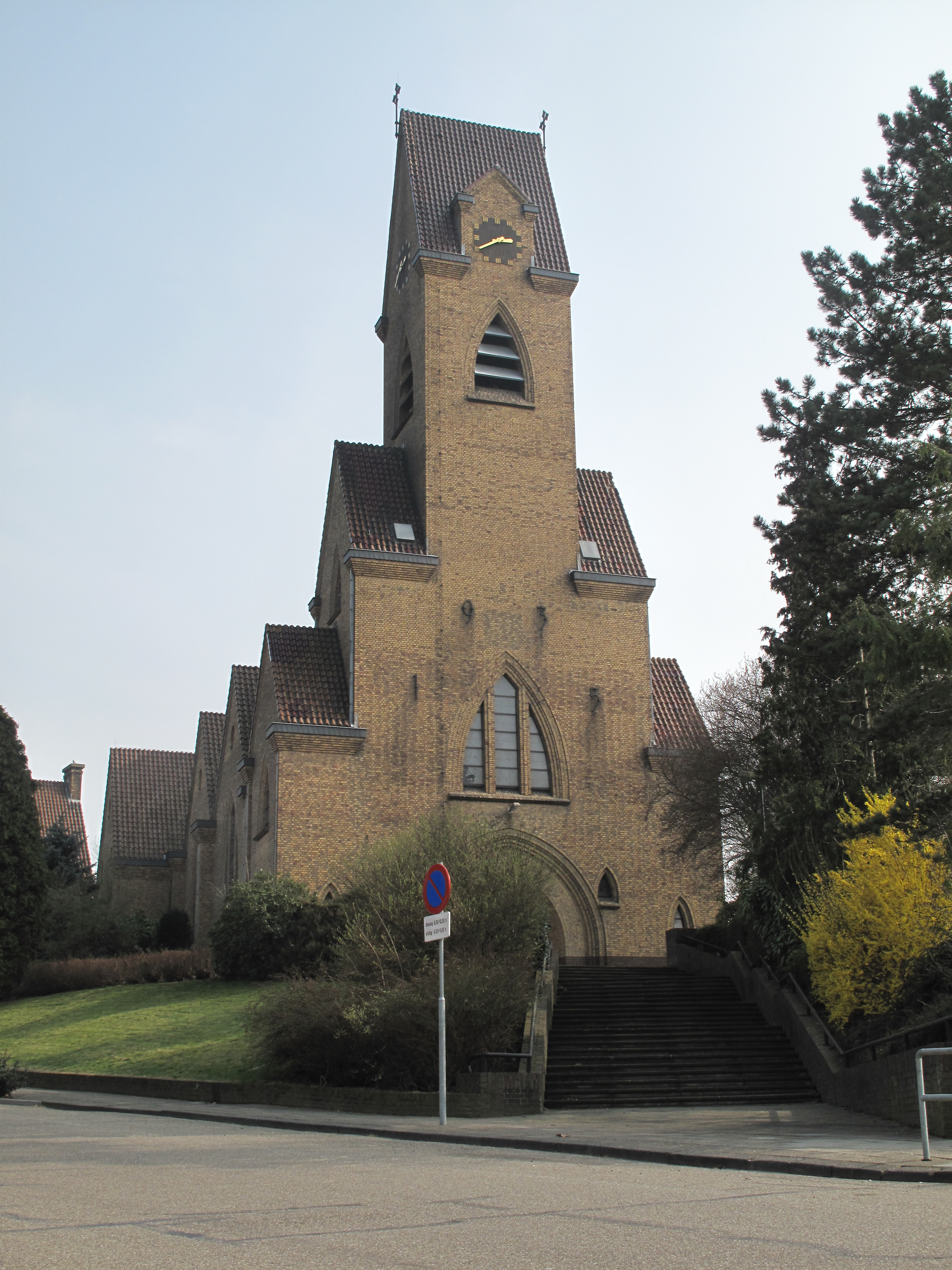
Bingelrade, Kirche Sint Lambertskerk
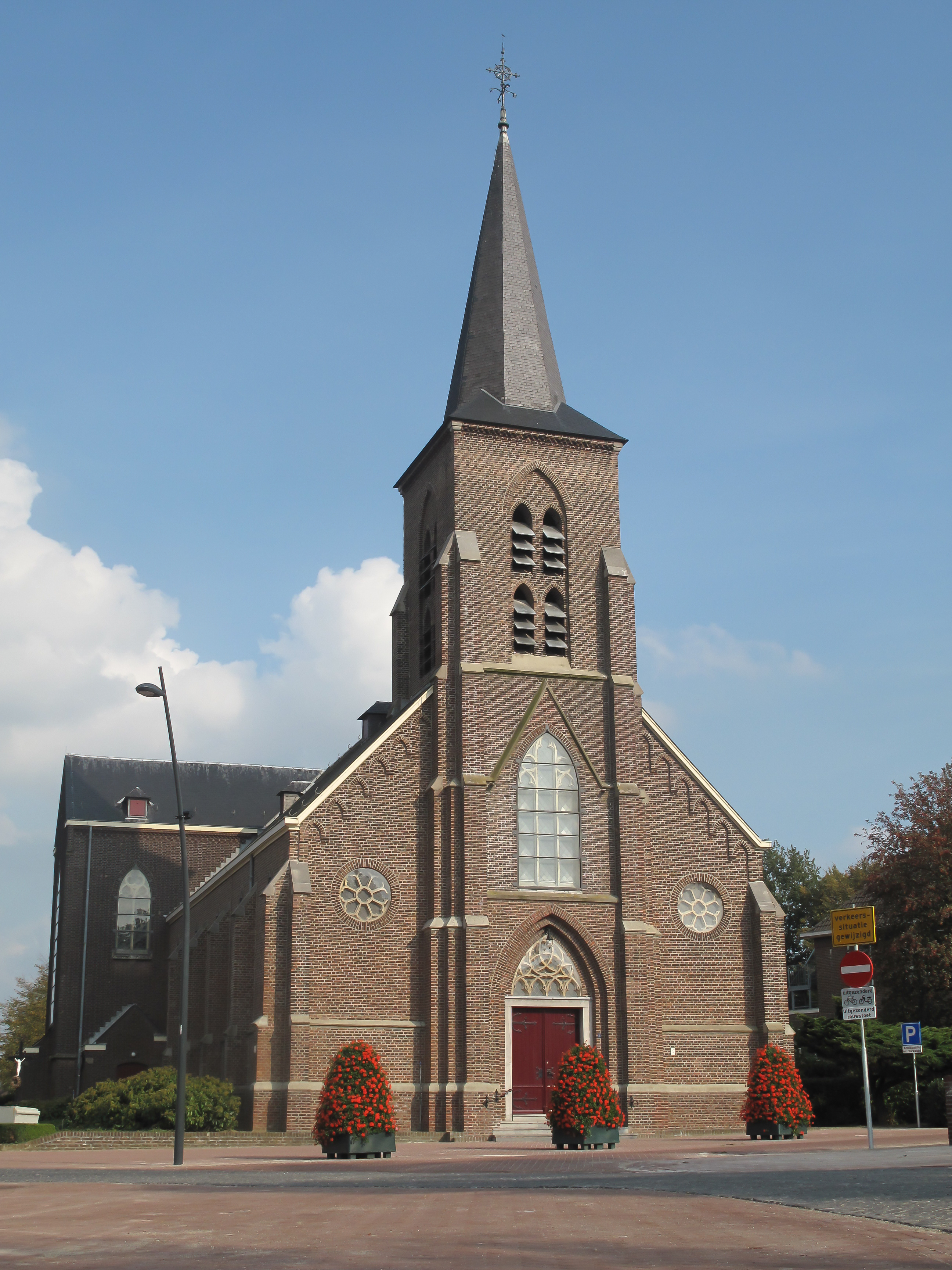
Merkelbeek, Kirche Sint Clemenskerk